# فيرناندو بيخار
فيرناندو بيخار دورا (بالإسبانية: Fernando Béjar Durá)‏ (ولد في 6 أكتوبر 1980) هو لاعب كرة قدم إسباني، يلعب لنادي نوفيلدا في مركز خط الوسط.

## مسرته الكروية
ولد بيجار في نوفيلدا، مقاطعة أليكانتي. قضى معظم مسيرته في دوريات الدرجات السفلى مع نادي إيركوليس، كما أنه ظهر لفترة وجيزة في دوري الدرجة الثانية الإسباني.
على مدى 12 موسم لعب 269 مباراة وسجل 35 هدفاً.

## وصلات خارجية
- فيرناندو بيخار على موقع قاعدة بيانات كرة القدم.إي يو (الإنجليزية)
- فيرناندو بيخار على موقع Soccerway.com (الإنجليزية)
- فيرناندو بيخار على موقع AS.com (الإسبانية)

- BDFutbol profile
- Futbolme profile (بالإسبانية)